# Transactions de la Ligue majeure de baseball
Les transactions de la Ligue majeure de baseball désignent les changements apportés à l'effectif d'un club de la Ligue majeure de baseball avant, pendant et après une saison. Il peut s'agir d'échanges de joueurs, d'embauches, de congédiements ou des mouvements de personnel entre le club majeur et ses clubs affiliés en ligues mineures.
Les règlements, en particulier ceux qui régissent les échanges de joueurs entre clubs, ont beaucoup en commun avec ceux que l'on retrouve dans d'autres championnats professionnels en Amérique du Nord, tels le basket-ball, le football américain et le hockey sur glace.

## Les effectifs de 25 et 40 joueurs
Chaque équipe de la Ligue majeure de baseball gère deux effectifs : l'un de 25 joueurs et l'autre de 40 joueurs.
Les joueurs sur l'effectif des 25 peuvent jouer dans des matchs officiels de Ligue majeure tout au long de la saison.
L'effectif de 40 joueurs est constitué des 25 joueurs de la liste précédente, auxquels s'ajoutent 15 joueurs qui sont alignés en ligues mineures avec l'un des clubs affiliés au club majeur, ou encore des joueurs qui se retrouvent temporairement sur une liste des blessés (voir plus bas) pour 7 ou 15 jours. Les joueurs bénéficiant d'un arrêt de travail (congé de paternité ou congé à la suite du décès d'un proche) comptent eux aussi parmi les 15 joueurs supplémentaires qui complètent la liste des 40.

### Les rappels de septembre
À partir du 1er septembre de chaque saison, les clubs n'ont qu'une seule liste : celle des 40 joueurs, qui ont tous la permission d'entrer en jeu à chaque match jusqu'au dernier de la saison régulière. C'est l'occasion pour un grand nombre de joueurs de ligues mineures, dont la saison est terminée, de faire leurs débuts dans le baseball majeur. Cet ajout important de joueurs prêts à fouler le terrain vient aussi soulager un effectif parfois éprouvé par une longue saison régulière de 162 matchs joués en plus ou moins 183 jours.

### Effectif de séries éliminatoires
Après le dernier match de la saison régulière (généralement dans la dernière semaine de septembre ou dans les premiers jours d'octobre) débute la phase finale de la Ligue majeure de baseball : les séries éliminatoires, un tournoi à la ronde se terminant environ un mois plus tard par le couronnement du club champion.
Pour être inclus sur l'effectif de séries éliminatoires, un joueur doit remplir l'une des conditions suivantes en date du 31 août précédent :
- être sur l'effectif de 25 joueurs
- être sur une liste de joueurs blessés (pour 7, 15 ou 60 jours)
- être en arrêt de travail pour le décès d'un proche ou un congé de paternité
- être un joueur sur l'effectif, mais suspendu (par la ligue ou par son équipe)
- être absent de l'équipe pour cause de service militaire

De ce groupe de joueurs, 25 sont choisis sur l'effectif actif et seront ceux disponibles à chaque match éliminatoire. Durant une ronde éliminatoire, une équipe ne peut apporter de changement à cet effectif de 25 joueurs, mais peut le modifier entre deux rondes.
Durant les séries éliminatoires, tout joueur qui se blesse peut entre deux matchs être remplacé sur l'effectif par n'importe quel joueur sous contrat avec le club, avec l'approbation du bureau du commissaire du baseball. Cette dernière condition est généralement une formalité, mais le club doit fournir un rapport médical.
Un joueur suspendu est inscrit sur l'effectif de séries éliminatoires mais ne rejoindra l'effectif actif qu'une fois purgée la totalité des matchs de suspension reçus.

## Échanges
Tout joueur sous contrat avec un club peut être échangé à un autre, en échange d'un ou plusieurs autres joueurs, ou d'une somme d'argent. Il n'y a pas de limite au nombre de joueurs qui peuvent changer de club dans une telle transaction, et parfois plus de deux clubs sont impliqués. Aucune restriction particulière ne s'applique sur ces échanges lorsqu'ils ont lieu une fois les séries éliminatoires d'une saison terminée (plus ou moins le 31 octobre) jusqu'au 31 juillet de l'année suivante.
Un joueur n'a pas droit de veto s'il est échangé d'une équipe à une autre. Il doit se rapporter à son nouveau club, que cela lui plaise ou non, sous peine de suspension ou de poursuites. Les termes (financiers et autres) de son contrat sont transférés au nouveau club. Une clause de non échange (voir plus bas) peut procurer au sportif un certain contrôle sur sa destinée.

### Date limite des échanges
Le 31 juillet de chaque année est appelée « date limite des échanges » (ou parfois improprement « date limite des transactions »). Du 1er au 31 août, il est possible d'échanger des joueurs d'une équipe à une autre mais, pour ceux qui se trouvent sur un effectif de 40 joueurs, une restriction s'applique : ces joueurs doivent être auparavant placés en ballottage (voir plus bas). Les joueurs sous contrat avec une franchise mais n'étant pas inclus sur l'effectif de 40 joueurs n'ont pas à passer par le ballottage.
Tout joueur échangé après le 31 août de chaque saison peut rejoindre sa nouvelle équipe dans les matchs de saison régulière qu'il lui reste à jouer, mais ne pourra pas être inclus dans l'effectif de séries éliminatoires.

### Clause de non échange
Un joueur comptant au moins 10 années d'expérience en Ligue majeure dont au moins les 5 dernières avec le même club doit autoriser son équipe à l'échanger. Au moment de signer un contrat, un joueur, peu importe ses états de service passés, peut négocier une « clause de non échange » qui empêchera son équipe de le transférer à certaines autres sans obtenir au préalable son autorisation. Cette clause est fréquemment demandée par des joueurs vedettes, dont la réputation confère un meilleur pouvoir de négociation. Les clubs, en revanche, sont généralement peu enclins à les offrir, car ceci leur complique la tâche lorsqu'ils désirent se débarrasser d'un mauvais contrat en échangeant le joueur. Certaines équipes ont d'ailleurs comme politique de ne jamais donner de clause de non échange à quiconque.

### Le «joueur à être nommé plus tard»
Le « joueur à être nommé plus tard » est une pratique courante dans le sport nord-américain, incluant le baseball. Un joueur sera transféré à une autre équipe contre un « joueur à être nommé plus tard » (en anglais : player to be named later ou player to be named). On parle aussi parfois de « considérations futures » (en anglais : future considerations) pour désigner ces détails restant à préciser. Les deux parties ont 6 mois pour négocier le transfert de ce joueur à être nommé plus tard. Sauf rare exception, il s'agira d'un joueur de ligue mineure ou de faible notoriété. Souvent, une somme d'argent sera en lieu et place éventuellement transférée.

### Échange de choix de repêchage
Contrairement aux autres ligues professionnelles nord-américaines (NFL, LNH, NBA), la MLB ne permet pas l'échange de choix au repêchage amateur. Il y a cependant une exception depuis 2012 : à la signature d'une nouvelle convention collective entre la ligue et le syndicat de ses joueurs, une « cagnotte » (bonus pool) a été créée pour chaque équipe. Il s'agit de l'argent qu'un club possède pour mettre sous contrat ses choix de repêchage annuels. Si un club dépense plus d'argent que la limite suggérée, elle risque d'être pénalisée et de se voir retirer un ou plusieurs choix de repêchage futurs, des sélections qui seront alors allouées à des clubs moins fortunés. Ces choix reçus par les équipes à moindre revenu sont précisément les choix de repêchage qui peuvent être échangés.

### Échange d'entraîneurs
Rien n'interdit l'échange de managers, mais la chose est inusitée. Il s'agit plus exactement d'une compensation. Un entraîneur à l'emploi d'un club peut se trouver en situation de rupture de contrat s'il veut passer accepter une nouvelle offre, et il arrive qu'un club ne retienne pas son employé mais demande à être compensé, en argent ou en joueurs. Parmi les quelques précédents : en 2002 les Mariners de Seattle échangent leur gérant Lou Piniella et le joueur Antonio Pérez contre le joueur Randy Winn; en 2011, les Marlins de Miami donnent en guise de compensation deux joueurs aux White Sox de Chicago après leur avoir soutiré leur pilote Ozzie Guillén; en 2012, des joueurs changent de main lorsque John Farrell part de Toronto pour diriger Boston.

## Liste des joueurs blessés
Lorsqu'un joueur n'est pas disponible pour jouer à cause d'une blessure, il est placé sur une liste des joueurs blessés. La plus utilisée est celle des 15 jours. L'athlète placé sur la liste des blessés pour 15 jours demeure dans l'effectif de 40 joueurs de son club, mais ne fait plus partie de l'effectif de 25 joueurs disponibles quotidiennement pour les matchs. Il est remplacé par un autre joueur sur l'effectif des 25. Le joueur sur la liste est blessé pour 15 jours ne peut pas en être retiré avant que ces 15 jours soient écoulés.
Un joueur souffrant d'une blessure dont les conséquences sont encore incertaines n'a pas à être placé sur la liste des blessés immédiatement. Une équipe qui désire évaluer son cas au jour le jour peut le garder sur l'effectif de 25 joueurs, car rien ne l'oblige à l'utiliser en cours de match même s'il s'y trouve. Si le club décide finalement de l'ajouter à la liste des blessés, elle peut le faire rétroactivement, jusqu'à concurrence de 10 jours. Par exemple : si un joueur blessé au cours d'un match le 2 juin n'est placé sur la liste des blessés que le 12 juin, l'équipe peut décider que son absence sera du 2 au 17 juin, ou encore du 12 au 27 juin (total de quinze jours dans les deux cas).
Il existe aussi une liste des blessés pour 60 jours. Un joueur peut y être envoyé directement, ou y être ajouté après avoir séjourné sur la liste des blessés pour 15 jours. La règle de rétroactivité s'applique de la même façon dans les deux cas. La différence principale entre les deux listes, outre évidemment leur durée, est que lorsqu'un joueur aboutit sur la liste des blessés pour 60 jours, il est retiré de l'effectif des 40 joueurs.
En 2011, la MLB a créé la liste des blessés pour 7 jours, qui existe spécifiquement pour ceux ayant souffert d'une commotion cérébrale. Si les symptômes persistent, le sportif peut éventuellement être transféré à une liste de blessés pour une plus longue période.

### Autres arrêts de travail
Une liste existe pour les joueurs touchés par le décès d'un proche, ou qui doivent se rendre au chevet d'un proche malade. Le proche en question doit être dans la famille immédiate du joueur ou dans la famille immédiate de son partenaire. En anglais, elle se nomme bereavement list (littéralement : « liste de deuil »). La période d'absence autorisée est de trois matchs (et non jours) au minimum ou sept matchs au maximum. Durant cette période, le club peut ajouter un joueur de la liste des 40 pour remplacer le sportif absent.
Une période d'absence pour congé de paternité existe depuis le début de la saison 2011. Un joueur peut ainsi se déplacer pour être présent à la naissance de son enfant. L'absence autorisée est de un à trois matchs de son équipe. Durant cette absence, il est remplacé sur la liste des 25 joueurs actifs par un joueur se trouvant sur la liste des 40 joueurs.

## Agents libres
Un agent libre, ou joueur autonome, est un joueur dont le contrat avec un club est venu à échéance et qui est libre de signer un contrat avec le club de son choix. On dit d'un joueur devenu agent libre qu'il « accède à l'autonomie ». Ce statut est régi par différentes règles et contraintes.
Si un joueur est repêché et le club qui le sélectionne lui offre de signer un contrat chaque année, il ne sera pas un agent libre jusqu'au jour où :
- son contrat vient à échéance alors qu'il compte au moins 6 années passées sur un effectif de 25 joueurs
- son contrat est échu avant ces 6 années de service mais le joueur avait signé un contrat avec un club de la MLB après avoir joué 10 ans dans les ligues majeures japonaises (NPB)
- son contrat est échu avant ces 6 années de service, mais le club a décidé de ne pas lui offrir soit un nouveau contrat, soit l'arbitrage salarial (si éligible) avant la date butoir qui est habituellement fixée à la fin de novembre.

La définition d'une année de service est : 172 jours passés sur un effectif des Ligues majeures au cours des 183 jours, que dure une saison régulière de la MLB.

### Arbitrage salarial

#### Conditions
Un joueur comptant moins de 6 années de service est éligible à l'arbitrage salarial si :
1. il est sans contrat pour la saison suivante ET
2. a reçu une offre de nouveau contrat de son équipe avant la date butoir de la fin novembre ET
3. a rejeté l'offre de contrat de son équipe ET
4. remplit l'une des deux conditions suivantes :
  1. a été sur un effectif des Ligues majeures (incluant la liste des joueurs blessés) pendant au moins 3 ans OU
  2. compte au moins deux années de service en Ligues majeures mais moins de trois ET a accumulé dans les majeures un temps de jeu qui le place dans les 22 pour cent supérieurs[9] parmi les joueurs qui ont plus de 2 ans mais moins de 3 ans d'années de service ET a été sur un effectif des majeures pendant au moins 86 jours la saison précédente[10].

Un joueur comptant entre 2 et 3 années de service et qui se retrouve dans la situation 4.2 décrite ci-dessus est appelé « Super Two ». La convention collective signée à la fin 2011 entre la ligue et le syndicat des joueurs a fait passer de 17 % à 22 % le barème mentionné ci-dessus, donnant la chance à un plus grand nombre de joueurs d'être éligibles à l'arbitrage salarial comme « Super Two ».
À l'instar des critères déterminant le statut d'agent libre, une année de service représente 172 jours passés sur un effectif des Ligues majeures sur les 183 jours que dure une saison régulière,.

#### Déroulement de la procédure
Au cours du processus d'arbitrage, qui se déroule en février, entre deux saisons de baseball, un club indique les termes de son offre finale au joueur, et ce dernier indique les termes du contrat qu'il désire. Après avoir pesé les arguments des deux parties, un panel de trois arbitres indépendants rend une décision. Les arbitres obligent le joueur à accepter l'offre du club, ou obligent le club à donner au joueur exactement ce qu'il réclame. Une seule des deux propositions est retenue par les arbitres. Les deux parties sont sommées de respecter le jugement rendu par les arbitres.
L'arbitrage est une solution de dernier recours lorsque les négotiations de contrat sont dans une impasse et les arguments présentés à l'arbitre entraînent parfois un certain ressentiment entre les deux parties, ce qui peut entacher des négotiations futures lors des années subséquentes. C'est la raison pour laquelle les joueurs évitent généralement d'en arriver à cette solution : 9 fois sur 10, un joueur éligible à l'arbitrage parvient à s'entendre avec son équipe avant de comparaître devant l'arbitre. En revanche, être débouté par les arbitres peut coûter cher à un club : il arrive à l'occasion qu'une équipe laisse passer une date butoir sans proposer l'arbitrage salarial à l'un de ses joueurs (qui devient donc agent libre) pour par la suite le convaincre de signer une nouvelle entente.
Les arbitres ne divulguent pas qui, au sein du panel de trois personnes, a penché en faveur d'une ou l'autre des options, mais ne font qu'annoncer la décision majoritaire. Il n'expliquent pas non plus les raisons qui ont motivé leur jugement. La décision est annoncée 24 heures après l'audition, accordant un ultime délai aux deux parties pour en venir à une entente. Chaque année, environ 16 arbitres indépendants et agréés par un ordre professionnel sont employés pour remplir cette fonction.
Entre la saison 2012 et la saison 2013, aucun joueur ne va en arbitrage avec son équipe, une première. De 1974 à 2012, les arbitres ont retenu l'offre du club en 286 occasions et celle du joueur à 214 reprises.